# Synchrotron
Das Synchrotron (von synchron, „gleichzeitig“) ist ein Typ von Teilchenbeschleunigern und gehört zu den Ringbeschleunigern. Geladene Elementarteilchen oder Ionen können darin auf sehr hohe (relativistische) Geschwindigkeiten beschleunigt werden, wodurch sie sehr hohe kinetische Energien erhalten. Synchrotrone wurden entwickelt, um über die mit Zyklotronen erreichbaren Energien hinauszukommen.
Eine Sonderform des Synchrotrons ist der Speicherring. Das Synchrotron kann auch selbst, nachdem die Teilchen auf eine gewünschte Energie beschleunigt sind, als Speicherring betrieben werden. Auch eine Gesamtanlage aus einem Speicherring und einem getrennten Synchrotron zu dessen Füllung wird manchmal einfach als Synchrotron bezeichnet.

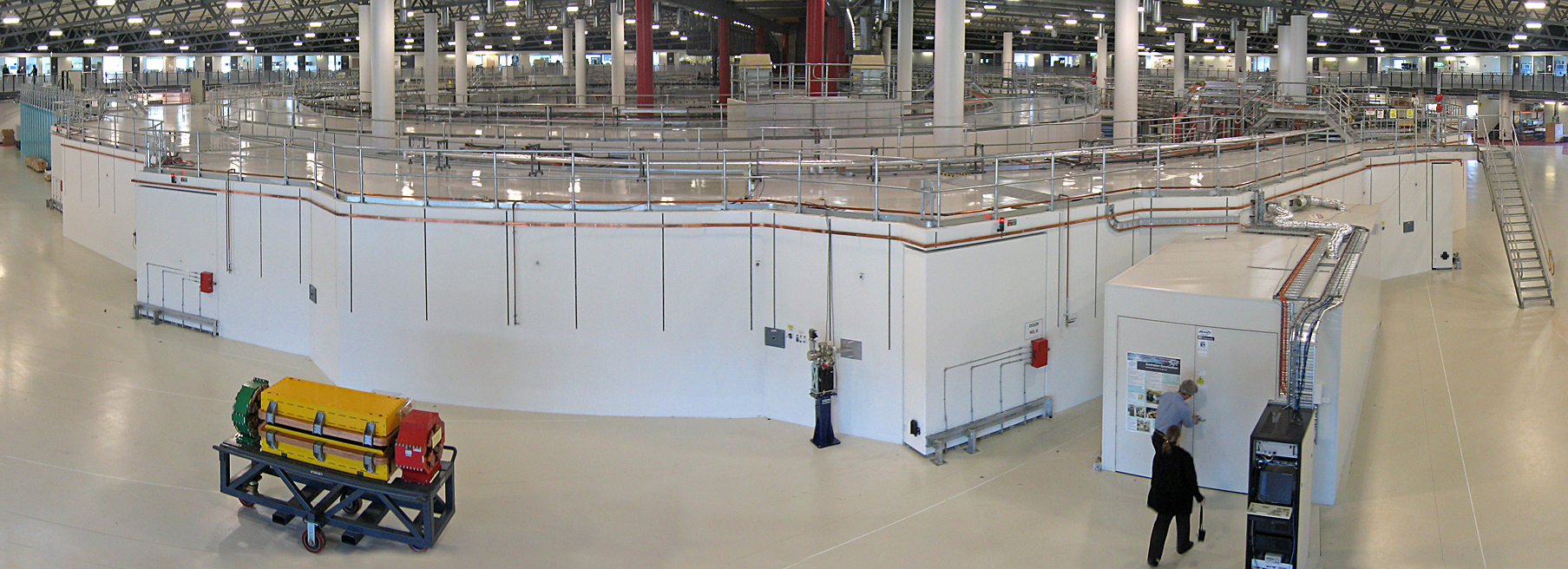
Elektronensynchrotron in Clayton bei Melbourne (Australien). Sichtbar sind der Speicherring und rechts im Vordergrund eine beamline zur Nutzung der Synchrotronstrahlung

## Prinzip und Aufbau
Ein Synchrotron besteht seinem Grundbauplan nach aus mehreren Ablenkmagneten und dazwischen angeordneten geradlinigen Beschleunigungsstrecken, kombiniert damit also die Prinzipien des Ring- und des Linearbeschleunigers. Anders als beim Zyklotron oder Betatron jedoch, bei denen die Teilchenbahnen spiralförmig sind, verlaufen sie beim Synchrotron vom Anfang bis zum Ende des Beschleunigungsvorgangs als in sich geschlossener Ring. Das Feld der Ablenkmagnete kann daher nicht wie im Zyklotron oder Betatron zeitlich konstant bleiben, sondern muss während der Beschleunigung jedes Teilchenpakets proportional zu dessen aktuellem und von Durchlauf zu Durchlauf wachsendem Teilchen-Impuls erhöht werden. Zur Beschleunigung in den geraden Beschleunigungsstrecken dienen dabei hochfrequente elektrische Wechselfelder in Hohlraumresonatoren. Damit die Teilchen dabei nicht durch Stöße mit Gasmolekülen verlorengehen, muss in dem Ringrohr, in dem sie sich bewegen, außerdem – wie bei anderen Beschleunigern auch – ein Ultrahochvakuum (UHV) herrschen.
Ein Synchrotron beschleunigt die Teilchen nicht „von Null an“, sondern wird immer von einem Vorbeschleuniger (Injektor) gespeist. Dieser bringt sie auf eine Energie – beispielsweise 20 oder 50 MeV –, die im Fall von Elektronen schon weit über der Ruheenergie des Teilchens liegt, im Fall von Ionen dagegen weit darunter. Dementsprechend treten Elektronen schon mit nahezu Lichtgeschwindigkeit ins Synchrotron ein. Dort erhöhen sich, wie von der relativistischen Mechanik beschrieben, ihre Energie und ihr Impuls, aber praktisch nicht mehr die Geschwindigkeit; die Frequenz, mit der der Strom der Magneten moduliert wird, und die Phasenlage der Beschleunigungsstrecken zueinander können daher konstant sein. Bei Protonen und noch schwereren Teilchen nimmt dagegen auch im Synchrotron selbst die Geschwindigkeit noch erheblich zu. Hier muss daher während der Beschleunigung eines jeden Teilchenpakets nicht nur das Magnetfeld, sondern auch die Phase der Hochfrequenzspannungen der einzelnen Resonatoren laufend angepasst werden. 
Wegen dieser erheblichen technischen Unterschiede ist ein Synchrotron immer speziell 
- entweder für Elektronen/Positronen
- oder für Protonen (und eventuell noch schwerere Ionen) gebaut.

## Geschichte
Die grundlegenden Konzepte für das Synchrotron entwickelten unabhängig voneinander Wladimir Iossifowitsch Weksler 1944 am Lebedew-Institut in Russland und Edwin McMillan während des Zweiten Weltkriegs in Los Alamos in den USA. Das erste Elektronensynchrotron wurde 1945 von Edwin Mattison McMillan, das erste Protonensynchrotron 1952 von Mark Oliphant gebaut. Die Entdeckung des Prinzips der starken Fokussierung durch Ernest Courant, M. Stanley Livingston und Hartland Snyder in den USA (und unabhängig vorher durch Nicholas Christofilos) führte etwa um 1960 zum Bau von Synchrotronen, die den GeV-Energiebereich erschlossen: Im CERN entstand das Proton Synchrotron und in Brookhaven das Alternating Gradient Synchrotron, beide für Protonen im 30-GeV-Bereich, und etwa zur gleichen Zeit bei MIT und DESY Elektronensynchrotrone mit etwa 6 GeV. 
Die heute (2016) größte Synchrotronanlage Large Hadron Collider hat Protonen bis auf 6,5 TeV beschleunigt, so dass Colliding-Beam-Experimente mit 13 TeV möglich sind. Dagegen dienen Elektronensynchrotrone heute nicht mehr der Teilchenphysik, sondern als Quellen für Synchrotronstrahlung.

## Verwendungen
In Synchrotronen beschleunigte Ionen werden in der Regel zu Kollisions- oder Targetexperimenten der teilchenphysikalischen Grundlagenforschung verwendet, in einigen Fällen auch zu therapeutischen Zwecken. Dagegen verwendet man Elektronenspeicherringe seit den 1980er Jahren hauptsächlich als Quellen von Synchrotronstrahlung; diesem Zweck dienen die meisten heute existierenden Synchrotronanlagen.

## Erreichbare Energien
Die Teilchenenergie {\displaystyle E_{\mathrm {max} }}, die in einem bestimmten Synchrotron erreicht werden kann, ist abhängig von der maximalen magnetischen Flussdichte B, vom Radius r des (hier vereinfachend als Kreis angenommenen) Rings und von den Teilcheneigenschaften. Für hohe Energien gilt näherungsweise:
{\displaystyle E_{\mathrm {max} }\approx r\,q\,B\,c}.
Dabei ist q die elektrische Ladung des beschleunigten Teilchens und c die Lichtgeschwindigkeit. In der Formel ist keine Abhängigkeit von der Masse des Teilchens ersichtlich; allerdings wurde die Abgabe von Synchrotronstrahlung nicht beachtet. Leichtere Teilchen sind bei gleicher Energie schneller als schwerere Teilchen und strahlen daher stärker. Der Energieverlust durch diese Abstrahlung muss durch die elektrische Beschleunigung ausgeglichen werden.

### Starke Fokussierung
Die Teilchen führen während des Umlaufs unvermeidlich Schwingungen (sogenannte Betatronschwingung) um ihre Sollbahn aus. Die Amplitude dieser Schwingungen bestimmt die „Dicke“ des Strahls, damit die nötige Breite der Magnetpolschuhe und so die Gesamtgröße und die Baukosten. Synchrotrone für höhere Energien nutzen deshalb das Prinzip der starken Fokussierung: Die Ablenkmagnete haben abwechselnd nach beiden Seiten angeschrägte Polschuhe, so dass die Magnetfelder quer zur Teilchen-Flugrichtung Gradienten mit wechselnder Richtung haben. Dies ergibt eine Stabilisierung (Fokussierung) der Teilchenbahnen. Auf die Ablenkung eines Teilchens in der Querrichtung bezogen entspricht es anschaulich der Hintereinanderanordnung von Sammel- und Zerstreuungslinsen für Licht, mit einer Fokussierung als Nettoeffekt. 
Außer mit wechselnden Gradienten der Ablenkmagnetfelder kann die starke Fokussierung auch außerhalb der Ablenkmagneten mit Quadrupollinsen erreicht werden.

## Elektronensynchrotron

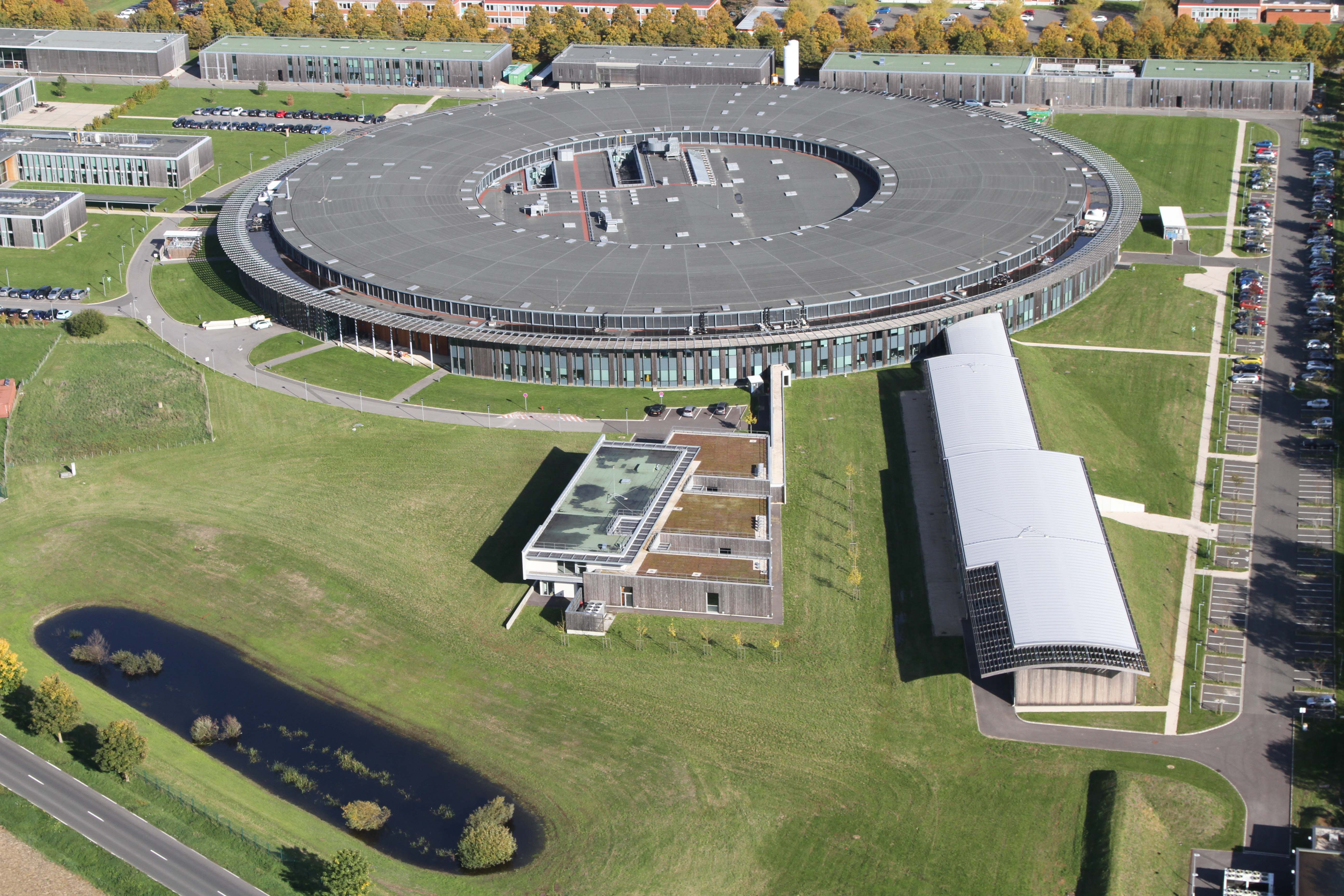
Das Elektronen-Synchrotron SOLEIL in Frankreich

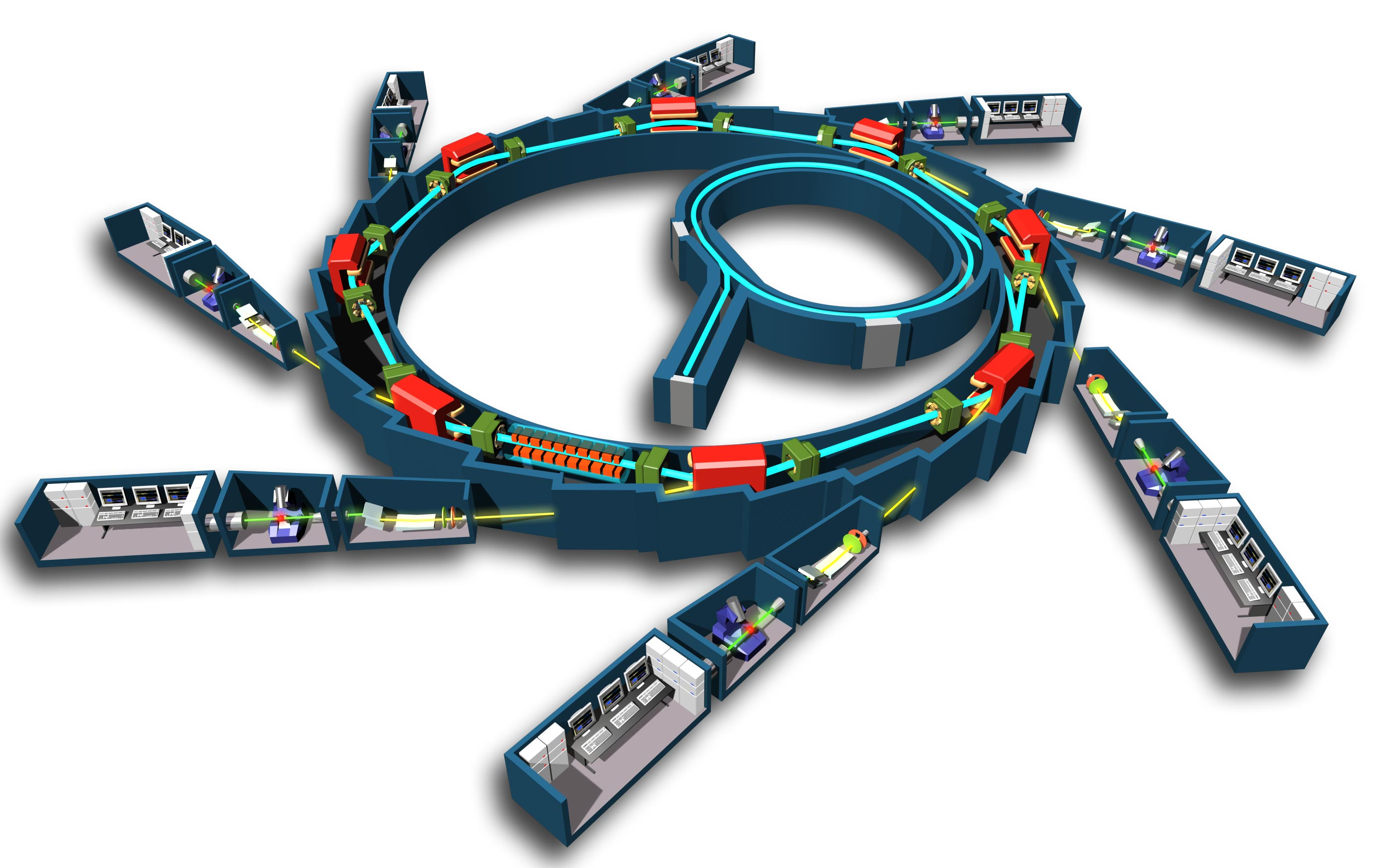
Übersichts-Schema von SOLEIL. Im Inneren des Ringes der Vorbeschleuniger; in den äußeren tangentialen Armen wird die Synchrotronstrahlung beobachtet und genutzt

Weil der Strahlungsverlust bei relativistischen Geschwindigkeiten mit der vierten Potenz der Energie ansteigt, lassen sich Elektronen im Synchrotron nur bis ca. 10 GeV einigermaßen wirtschaftlich beschleunigen. Nur als Ausnahme wurden 1999 in einem Versuch an der Anlage LEP Elektronen auf über 100 GeV gebracht. Günstiger erhält man Elektronen mit mehr als einigen GeV mit Linearbeschleunigern. Bei der heute fast ausschließlichen Verwendung von Elektronensynchrotronen als Strahlungsquelle werden Elektronenenergien bis zu etwa 6 GeV genutzt.
Beim Elektronensynchrotron erzeugt eine Elektronenkanone mit einer Glühkathode freie Elektronen, die dann über eine Gleichspannungs-Beschleunigungsstrecke in einen Linearbeschleuniger, ein Mikrotron oder sogar schon in einen ersten Synchrotron-Beschleunigungsring geleitet werden. In diesem werden die Elektronen auf ihre Endenergie beschleunigt und dann – im Fall einer Speicherringanlage – in einem Speicherring gespeichert, der bis zu einigen hundert Metern Umfang haben kann. Die Elektronen laufen dort um, bis sie durch Kollisionen mit noch vorhandenen Gasmolekülen verloren gehen. Bei modernen Elektronensynchrotronen wie BESSY oder ESRF beträgt die Lebensdauer des Elektronenstroms im Speicherring einige Tage; allerdings werden in regelmäßigen Abständen Elektronen zugeführt, um einen dauerhaft ausreichenden Ringstrom bereitzustellen.

### Synchrotronstrahlung
An Elektronensynchrotronen wurde erstmals die intensive und breitbandige elektromagnetische Strahlung im Spektralbereich der Röntgen- und Ultraviolettstrahlung nachgewiesen, die aufgrund der Ablenkung sehr schneller geladener Teilchen entsteht und den Teilchen dadurch kinetische Energie entzieht. Zunächst trat sie an Elektronensynchrotronen für die teilchenphysikalische Forschung störend in Erscheinung; ihre vorzügliche Eignung für Untersuchungen in anderen Bereichen der Physik sowie weiterer Naturwissenschaften, aber auch für industrielle und medizinische Anwendungen wurde erst nach und nach erkannt. Sie wird daher inzwischen gezielt produziert. Dazu werden nicht mehr die zur Führung des Teilchenstrahls benötigten Dipolmagneten genutzt, sondern zusätzlich eingebaute Vorrichtungen, die Undulatoren.

### Einige Elektronen-Synchrotronanlagen
- ALBA, Consorcio para la Construcción, Equipamiento y Explotación del Laboratorio de Luz de Sincrotrón, Cerdanyola del Vallès, Spanien
- ALS (Advanced Light Source), Lawrence Berkeley National Laboratory, Berkeley, Vereinigte Staaten
- Advanced Photon Source, Argonne National Laboratory, DuPage County, Vereinigte Staaten
- ANKA (Angströmquelle Karlsruhe), Karlsruhe, Deutschland
- BESSY (Berliner ElektronenSpeicherring-Gesellschaft für SYnchrotronstrahlung), abgebaut, Berlin, Deutschland
- BESSY II, Wissenschafts- und Wirtschaftsstandort Adlershof, Berlin, Deutschland
- CHESS (Cornell High Energy Synchrotron Source)
- CLS (Canadian Light Source), Kanada
- DELTA (Dortmunder Elektronen Speicherring Anlage), Dortmund, Deutschland
- DESY (Deutsches Elektronen-Synchrotron), Hamburg, Deutschland
- Diamond (Diamond Light Source), South Oxfordshire, Vereinigtes Königreich
- Elektronen-Stretcher-Anlage (ELSA), Universität Bonn, Bonn, Deutschland
- ELETTRA, ELETTRA Synchrotron Light Laboratory, Triest, Italien
- ESRF (European Synchrotron Radiation Facility), Grenoble, Frankreich
- LNLS (Laboratório Nacional de Luz Síncrotron), Campinas, Brasilien
- MAX IV, Lund, Schweden
- MLS (Metrology Light Source), Berlin, Deutschland
- NSLS (National Synchrotron Light Source), Brookhaven National Laboratory, Brookhaven, Vereinigte Staaten
- SESAME (Synchrotron-light for Experimental Science and Applications in the Middle East), al-Balqa, Jordanien
- SLS (Swiss Light Source), Paul Scherrer Institut, Aargau, Schweiz
- Solaris, Krakau, Polen
- SPring-8 (Super Photon ring 8 GeV), Hyōgo, Japan
- SSLS (Singapore Synchrotron Light Source), National University of Singapore, Singapur
- SSRF, Shanghai, China
- SOLEIL, Gif-sur-Yvette, Frankreich
- UVSOR II (Ultraviolet Synchrotron Orbital Radiation Facility), Okazaki, Japan

## Synchrotronanlagen für Ionen

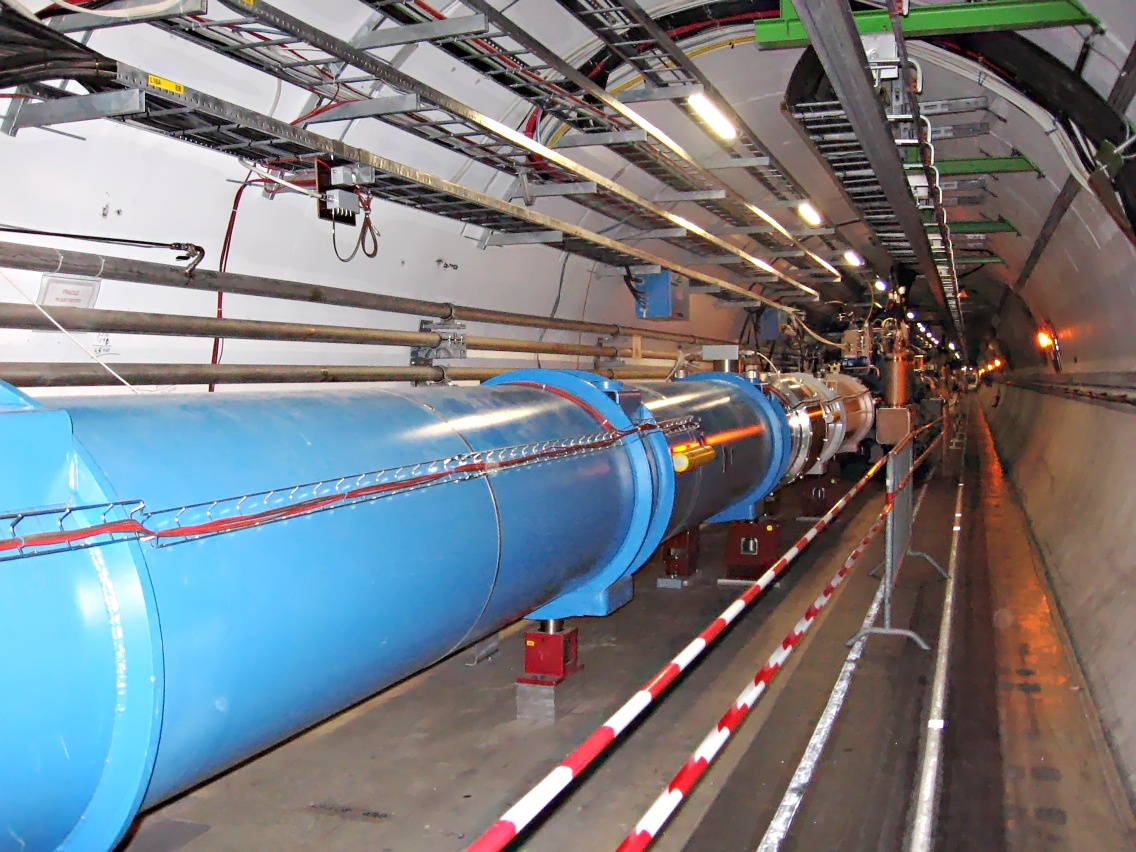
Blick in den Tunnel des derzeit (2017) energiestärksten Synchrotrons LHC am CERN bei Genf (Schweiz)

Die für Ionen erreichbare Energie ist in modernen Synchrotronen hauptsächlich nach der oben genannten Formel durch Radius und Magnetflussdichte gegeben. Da die in großen Magneten erreichbare Flussdichte auf einige Tesla beschränkt ist, müssen Synchrotrone für sehr hohe Energien zwangsläufig große Radien haben. Im Large Hadron Collider mit etwa 4,2 km Radius sind Protonen auf 6,5 TeV (Tera-Elektronenvolt), also 6500 GeV beschleunigt worden.

### Einige Ionen-Synchrotronanlagen
- Large Hadron Collider in CERN, Europäisches Kernforschungszentrum bei Genf, Schweiz
- AGS, AGS-Booster und RHIC am Brookhaven National Laboratory (USA)
- Antiproton Decelerator, CERN-PS, ISR, LHC und SPS beim CERN (frz. Conseil Européen pour la Recherche Nucléaire, Europäisches Kernforschungszentrum) bei Genf, Schweiz
- COSY (Cooler Synchrotron im Forschungszentrum Jülich)
- HIT (Heidelberger Ionenstrahl-Therapiezentrum), Universitätsklinikum Heidelberg
- J-PARC in Japan
- MedAustron in Wiener Neustadt, Österreich
- Nuclotron in Dubna (Russland)
- SIS18 und ESR am GSI Helmholtzzentrum für Schwerionenforschung, Darmstadt
- Tevatron am Fermilab (USA) (2011 stillgelegt)